# Malcolm Bradbury
Sir Malcolm Stanley Bradbury [ˈbrædbəri] (7. září 1932 Sheffield – 27. listopadu 2000, Norwich) byl anglický spisovatel, představitel univerzitního románu.

## Život
Malcolm Bradbury se narodil roku 1932 v Sheffieldu v severní Anglii. Po gymnáziu studoval angličtinu na Univerzitě v Leicesteru a později na Queen Mary College v Londýně, kde v roce 1955 získal magisterský titul. Doktorát z amerických studií dokončil v roce 1962 na univerzitě v Manchesteru. Své působení učitele začal na Univerzitě východní Anglie jako profesor se specializací na americká studia. V roce 1979 poprvé uvedl svůj světově proslulý kurz kreativního psaní, mezi jehož absolventy se řadí například slavní britští spisovatelé Ian McEwan a Kazuo Ishiguro. Svou akademickou kariéru ukončil Bradbury v roce 1995. Za své zásluhy v oblasti literatury byl v roce 1991 vyznamenán řádem britského impéria.

## Dílo
Kromě samotné práce učitele byl Bradbury také produktivní v psaní odborných publikací: jako specialista na moderní román vydal knihy o Evelynu Waughovi, Saulu Bellowovi nebo E. M. Forsterovi. Kromě toho se podílel i na re-edicích klasických děl, jako například Velký Gatsby od F. S. Fitzgeralda, a nespočtu příruček a přehledů moderní britské a americké prózy. Do povědomí širšího publika se ale dostal především jako autor románů. Přestože je často srovnáván s Davidem Lodgem jako autor tzv. univerzitních románů, Bradburyho knihy jsou celkově temnější a méně hravé jak po stránce obsahové, tak jazykové. V roce 1986 napsal krátkou parodii na turistické průvodce Why Come to Slaka?, která láká do fiktivní východoevropské země známé čtenářům z Bradburyho románu Rates of Exchange.
Bradbury psal také scénáře pro různé televizní produkce, například k adaptacím knih Toma Sharpa nebo Kingsleyho Amise. Jeho poslední scénář byl k 5. sérii britského seriálu Dalziel a Pascoe.

### Vybraná próza

#### Jíst lidi je neslušné(1959)
Kniha Jíst lidi je neslušné (v originále Eating People Is Wrong), vydaná roku 1959, patří do žánru tzv. univerzitního románu. Sleduje osudy profesora Treece, který přednáší literaturu na jedné z typických provinčních univerzit – přestože je to velmi vzdělaný a moudrý člověk, v praktickém životě není příliš úspěšný . Česky vyšla kniha v roce 1992 (překlad: Jarmila Emmerová).

#### Bořitel dějin(1975)
Kniha Bořitel dějin (v originále The History Man, tedy doslova Člověk dějin), vydaná roku 1975, je nejznámější román Malcolma Bradburyho. Jde o satiru akademického života z prostředí nových, moderních univerzit, které se stavěly ve 20. století po celé Anglii jako následovníci tradičních, kamenných univerzit. Hlavní hrdina románu je pokrytecký Howard Kirk – profesor sociologie na fiktivní univerzitě ve Watermouthu. V roce 1981 natočila stanice BBC podle knihy úspěšný seriál. Česky kniha vyšla roku 2016 (překlad: Petra Martínková).

#### Rates of Exchange(1983)
Román Rates of Exchange (tj. Směnný kurz) byl vydán v roce 1983. Popisuje cestu Dr. Petwortha, pracovníka britské rady, do fiktivní východoevropské země za účelem šíření angličtiny jako druhého jazyka. Kniha popisuje střet průměrného britského učitele s realitou východní Evropy pod komunistickou nadvládou. Výsledkem je řada komických i vážných nedorozumění pramenících z hlubokých jazykových, kulturních i politických rozdílů.

## Výběr z bibliografie
- Jíst lidi je neslušné (Eating People Is Wrong, 1959)
- Stepping Westwards (Cesta na západ, 1968)
- Bořitel dějin (The History Man, 1975)
- Rates of Exchange (Směnný kurz, 1983)
- Why Come to Slaka? (1986)
- The Modern British Novel (Moderní britský román, 1993)
- To the Ermitage (2000)